# Christian Gilardi
Christian Gilardi (Lugano, 5 giugno 1966) è un flautista, compositore e editore svizzero.
È responsabile dei contenuti musicali della Radio Svizzera di lingua italiana.

## Biografia
Fin da bambino dimostra notevoli capacità musicali. Appena adolescente fonda diverse jazz band e suona nei locali della Svizzera italiana e della vicina Lombardia. Si diploma in flauto traverso al Conservatorio di Milano con Marlena Kessick, e completa in seguito i suoi studi a Parigi con Benoit Fromanger.
Già da studente fa parte di orchestre di jazz collaborando tra l'altro con Gil Cuppini.
Nel 1983 incontra il jazz e l'improvvisazione e fonda il Gil Jazz Quartet con il batterista Romano Nardelli, il chitarrista Sandro Zanoli e il bassista Rino Rossi. Con questa formazione comincia a suonare nei jazz club ed effettua le prime sedute di registrazione vincendo alcuni concorsi tra i quali il CS-Swiss Jazz Open (Agosto 1984). Sempre nel 1984 incontra Giulio Granati. La collaborazione iniziale con il pianista romano è siglata da un CD pubblicato dalla casa discografica Nuova Era, New Sound planet nel 1989, "Cornici & Children's songs"; con musiche di Granati e Chick Corea.
Dal 1989 al 1997 collabora stabilmente con Granati realizzando tre CD, uno dei quali con il gruppo Musaik. Con questa formazione ha suonato ad Estival Jazz Lugano, Montreux Jazz Festival, Festival Jazz Dübendorf, Le jazz se fait Label Parigi e in numerosi concerti in Italia, Svizzera e Francia.
Nel 1993 fonda insieme a Stefano Franchini e Romano Nardelli la casa discografica Altrisuoni, per la quale lavora come direttore artistico producendo oltre 250 CD di musicisti svizzeri, italiani, francesi ed americani tra i quali Pierre Favre, Michel Godard, Irène Schweizer, Maurice Magnoni, Dave Samuels, Dave Liebmann, Enrico Rava.
Nel 1994 realizza, sempre a fianco di Granati, "Note di Poesia" con testi del poeta ticinese Sergio Albertoni, sorta di gioco poetico-musicale recitato dall'attore e regista Adalberto Andreani.
Dal 1995 è presidente dell'Associazione per la promozione della musica nuova Oggimusica.
Organizza concerti di musica contemporanea e musica improvvisata, invitando nel Canton Ticino musicisti come l'Hilliard Ensemble, Egberto Gismonti, Sainkho, Iva Bittova ed altri artisti significativi del panorama contemporaneo.
Nel 1997 pubblica "Opus1" che raccoglie una prima serie di composizioni per vari organici, coinvolgendo nel progetto - che vede fondersi scrittura contemporanea ed improvvisazione strutturata - il pianista Fredi Lüscher, il contrabbassista Christian Hartmann e il vibrafonista Daniele Di Gregorio. All'uscita del CD forma con Lüscher e la danzatrice Brigitte Aschwanden il trio ATreVoci, realizzando uno spettacolo di teatro danza rappresentato al Centro Culturale Svizzero di Parigi, alla Wim di Zurigo e al Teatro delle Belle Arti di Madrid.
Nel 2000 incontra Franziska Baumann, flautista e vocalist, e scrive il brano per flauti e voce "Ascendit Deus in jubilatione"; registrato nel 2001 ed inserito nella seconda serie di composizioni per vari organici pubblicata da Altrisuoni nel 2002 col titolo "Opus2". Questa volta coinvolgendo il violinista Manrico Padovani ("Se un'onda sapesse"), il chitarrista Christian Graf ("Anche il suono di un flauto muore") e un quartetto con Ivano Torre, Fiorenzo Gualandris e Hans Hassler, con i quali ha realizzato la colonna sonora del video film "Per un raggio di gloria" di Villi Hermann.
La collaborazione con il regista svizzero è proficua e firma assieme al violoncellista Zeno Gabaglio i suoi successivi film "Walker" (2004), "Sam Gabai, Presenze" (2005), "Greina" (2006), "Pedra. Un reporter senza frontiere" (2007), "From Somewhere to Nowehere" (2009) e "Gotthard Shuh" (2011). Dal 2002 collabora regolarmente con il violoncellista Zeno Gabaglio, con cui ha formato il duo "Les Fleurs" suonando in Svizzera, Francia, Germania e Italia. Il duo ha realizzato una tournée in Argentina nel 2005. Oltre all'attività prettamente concertistica i due musicisti hanno musicato dal vivo svariati film muti.
Nel 2008 è stato nominato produttore di musica sinfonica e da camera della Radio Svizzera di lingua italiana. in questo ruolo ha realizzato numerose stagioni sinfoniche, a Lugano, con l'Orchestra della Svizzera italiana, invitando direttori e solisti di fama internazionale.
Nel 2010 è stato nominato Responsabile Musicale della Radiotelevisione svizzera, e chiamato a sovraintendere a tutto il settore sinfonico, corale e strumentale oltre che ai programmi musicali di Rete Due e della prima rete televisiva svizzera in lingua italiana (RSI).
Sempre nel 2010 firma, sempre assieme a Zeno Gabaglio, la colonna sonora del film di Eric Bernasconi "Sinestesia", interpretato tra gli altri da Alessio Boni.
Nel 2012 realizza la colonna sonora del film di Fulvio Mariani e Mario Casella " Iran. Vite tra i vulcani". Numerose le collaborazioni musicali con il teatro e il Radioteatro, tra le quali va ricordata quella con il regista Ugo Leonzio.
Nel 2014 firma, assieme a Zeno Gabaglio, la colonna sonora del secondo lungometraggio di Erik Bernasconi, Fuori Mira, uscito il 30 ottobre nelle sale cinematografiche. Contemporaneamente esce la colonna sonora su LP e su supporto elettronico.
Discografia: Cornici & Childrens songs: Christian Gilardi, Giulio Granati; New Sounds Planets 1989 / Alchimie (G&G 001): Christian Gilardi, Giulio Granati with strings; ALTRISUONI 1991 / Note di Poesia (AS 011): Christian Gilardi, Giulio Granati, Adalberto Andreani, Sergio Albertoni; ALTRISUONI 1995 / Opus 1 (AS 022): Christian Gilardi, Fredi Lüscher, Daniele Di Gregorio, Christian Hartmann, Silvia Piccollo; ALTRISUONI 1997 / In Town (AS 025): Christian Gilardi, Giulio Granati, Marco Danese, Francesco D'Auria, Alberto Buzzi; ALTRISUONI 1997 / Opus 2 (AS125): Christian Gilardi, Franziska Baumann, Christian Graf, Ivano Torre, Manrico Padovani, Fiorenzo Gualandris, Hans Hassler; ALTRISUONI 2002